# 南景 (伊利諾伊州)
南景（英語：Southern View）是位於美國伊利諾伊州桑加蒙縣的一個村落。

## 地理
南景的座標為39°45′23″N 89°39′01″W / 39.75639°N 89.65028°W，而該地最高點為海拔高度186米（即610英尺）。

## 人口
根據2010年美國人口普查的數據，南景的面積為1.35平方千米，當中陸地面積為1.35平方千米，而水域面積為0.00平方千米。當地共有人口1642人，而人口密度為每平方千米1,216人。